# Ágras
Pour les articles homonymes, voir Agras.
Ágras, en grec moderne : Άγρας, est un village du dème d'Édessa, district régional de Pella, en Macédoine-Centrale, Grèce.
Selon le recensement de 2011, la population du village compte 796 habitants.
La localité donne son nom au lac situé à proximité.